# Descubrimiento del amor
Descubriendo el amor (Hangul: 연애의 발견; RR: Yeonaeui Balgyeon) es una serie de televisión surcoreana de 2014 protagonizada por Jung Yu-mi, Eric Mun y Sung Joon . Se emitió en KBS2 del 18 de agosto al 7 de octubre de 2014, los lunes y martes a las 21:55 durante 16 episodios.  

## Sinopsis
Una historia sobre una mujer que está teniendo el conflicto entre el nuevo amor y el viejo amor. Esta es una historia de un triángulo amoroso de tres jóvenes.
Han Yeo Reum acaba de comenzar su nueva relación con Nam Ha Jin pero su exnovio, Kang Tae Ha se lamenta de nuevo de su pasado.

## Elenco
- Jung Yu Mi como Han Yeo Reum
- Eric Mun como Kang Tae-ha [3] [4] [5] [6]
- Sung Joon como Nam Ha Jin
- Yoon Jin Yi como Ahn Ah Rim
- Yoon Hyun Min como Do Joon Ho [7]
- Kim Seul-gi como Yoon Sol [8]
- Kim Hye Ok como Shin Yoon Hee
- Ahn Suk Hwan como Bae Min Soo
- Lee Seung Joon como Yoon Jung Mok
- Sung Byung-sook como la madre de Ha-jin
- Gu Won como Choi Eun Kyu
- Jung Soo Young como Jang Gi Eun
- Nam Kyung Eup como Han Jae Shik
- Choi Hee como la cita a ciegas de Ha-jin
- Park Ah In como Da Yeon
- Jung Yoon Seok como Han Woo Joo
- Lee Moon-sik como taxista (cameo recurrente )
- Jung Joo-ri como paciente de cirugía plástica ( cameo, ep 2)
- Cha Yu-ram como instructor de billar de Tae-ha (cameo, ep 4)
- Ahn Gil-kang como Hombre sosteniendo cajas de accesorios (cameo, ep 5)
- Yoo Ah-in como estudiante de la clase de carpintería (cameo, ep 16)

## Producción
Esta fue la segunda colaboración actoral de Jung Yu-mi y Eric Mun, siete años después de Que Sera, Sera en 2007.   Jung y Sung Joon también habían trabajado anteriormente con el guionista Jung Hyun-jung en I Need Romance 2012 (2012) y I Need Romance 3 (2014), respectivamente.   
También fue la primera serie de televisión de Mun tres años desde Spy Myung-wol (2011),  sobre la cual explicó: "Hubo un período en el que estuve en el ejército y también el período en el que ascendí con Shinhwa . No fue "No aparecí deliberadamente en ningún drama, pero las promociones de Shinhwa fueron importantes. También creo que no descubrí un proyecto que realmente quisiera hacer". 

## Banda Sonora Original
La banda sonora original de Discovery of Love fue lanzada el 4 de noviembre de 2014 por Kakao Entertainment y Donuts Music. 

| Discovery of Love OST |                          |                 |          |  |
| N.º                   | Título                   | Artist          | Duración |  |
| 3.                    | «Bluebird»               | One More Chance |          |  |
| 14.                   | «It's Strange, With You» |                 |          |  |
| 16.                   | «Turn Back Time»         |                 |          |  |
| 17.                   | «One Love»               |                 |          |  |
| 18.                   | «Special Love»           |                 |          |  |

## Ratings
A pesar de los índices de audiencia de televisión de un solo dígito, el drama registró índices de audiencia de hasta el 31,3% en Tving, un sitio de transmisión por Internet y móvil para televisión en vivo. Esta cifra era más del doble del porcentaje de su competencia. Sin embargo, estas cifras no están incluidas en las calificaciones de TNmS o AGB Nielsen. 
| Fecha de emisión |
| ---------------- |

| Cuota de audiencia media | Cuota de audiencia media | Cuota de audiencia media | Cuota de audiencia media |
| ------------------------ | ------------------------ | ------------------------ | ------------------------ |

## Premios y nominaciones
Se confirmó la adaptación webtoon de la serie. La serie ha creado un fandom hasta el punto de que hasta ahora se la ha llamado el "estándar de la comedia romántica". Se despierta interés en cómo se transmitirá el encanto del refrescante género de la comedia romántica a través de la adaptación del webtoon. 